# Архидамов рат
Архидамов рат представља прву фазу Пелопонеског рата. Трајао је од избијања рата априла 431. до закључења Никијиног мира 421. године п. н. е. Назив је добио по спартанском краљу Архидаму ΙI који је на почетку рата командовао пелопонеским трупама.

## Стратегија
Архидамов план био је да копненим путем нападне Атику. Атинска армија није могла да се мери са спартанском и по броју војника ни по квалитету. Спартанци су имали двоструко више хоплита те је за Атињане било неразумно да прихвате отворену борбу. Архидам је хтео да их пустошењем Атике намами да крену у отворену борбу рачунајући на атичко сељаштво које би најездом изгубио своја имања.
Атинску стратегију изложио је Перикле у свом говору. Она се састојала у томе да се Атињани повуку у свој град који је био неосвојив чак и спартанским трупама и да флотом, која је била знатно јача од спартанске, пресеку све везе Пелопонеза са савезницима онемогућивши им довоз хране на полуострво. Међутим, Перикле је тиме жртвовао интересе атинског сељаштва.

## Прве године рата
Срединов јуна 431. п. н. е. Архидам упада у Атику и несметано пустоши њене територије. Атињани су успели да сву своју имовину пребаце у Дуге бедеме одакле су могли својим очима да посматрају пустошење својих имања, нарочито области Ахарњана која се налазила на око 9 км удаљена од Атине. Спартанци се повлаче након месец дана да би следеће, 430. п. н. е. поновили напад. Атика је страдала теже него прошле године.
Године 431. п. н. е. атинско-коркирска флота пустоши обале Пелопонеза пресецајући везе Спарте са Коринтом. Многа острва прелазе на страну Атине. Две године касније коначно пада Потидеја. Тако ни једна од страна није постигла одлучујући успех.
Атину, међутим, 429. п. н. е. погађају две несреће. Прва је била навала избеглица из целе Атике у Атину и Дуге бедеме. Због велике пренасељености у Атини избија куга. Сам Перикле био је жртва болести. Куга је трајала две године и однела петнаест процената атинске војске (око 4.400 хоплита).
Године 427. п. н. е. Сартанци мењају тактику и не нападају Атику. Од тада па до Декелејског рата сама Атина неће бити у опасности од непријатељског напада. Следеће, 426. п. н. е. Спартанци освојише Платеју и побише целокупно становништво. На Лезбосу и Коркири избијају устанци присталица олигархије које Атина брзо гуши.

## Социјално-политичка борба у Атини
Након Периклове смрти у Атини се истичу двојица личности - Никија и Клеон. Никија је био веома богат. Говорило се да му је имовина износила око 100 таланата. Имао је 1000 робова, а истицао се дарежљивошћу што му је донело популарност међу Атињанима. Залагао се за мир са Спартом. Клеон је био вођа радикалне демократије. Уживао је највеће поверење демоса. Залагао се за борбу на територији самог Пелопонеза. Две супротне политике Никије и Клеона морале су довести до сукоба.

## Атинске победе
Демостен, чувени атински војсковођа 426. п. н. е. покреће поход на Етолију. Етолска кампања се завршила неуспехом што наведе Спарту да у Етолији изврши офанзиву. У бици код Солија Спарта је у потпуности потучена. Била је то прва већа победа Атине на копну. Сицилија 424. п. н. е. прогласи неутралност. То је одлучено на конгресу у Гели исте године.
Атињани се одлучише за десант на Пелопонезу. Спартански краљ Агис управо је покренуо поход на Атику. За место десанта одређен је Пил. Спартанска флота која је дошла како би спречила десант потпуно је поражена. Спарта Атини понуди "мир, савезништво и пријатељство". Међутим, Атињани поставише услове које Спарта није могла прихватити. Рат се наставио.
Атињани заузимају острво Сфактерију у Етолији. Освајање Пила и Сфактерије учврстили су положај Клеона у Атини. Због тога Никија покреће поход на Коринт. Он се, и поред велике флоте коју је Никија ангажовао, завршио мршавим резултатима. Међутим, следеће, 424. п. н. е. Никија осваја дорску Китеру. Спартанци су се нашли у очајном стању. Новембра 424. п. н. е. Атињани од Беоћана претрпише највећи пораз у Архидамовом рату. У бици код Делија Атина је изгубила преко 1000 хоплита.

## Амфипољска кампања
Изгубивши Пил и Сфактерију Спартанци се нађоше у очајном стању. Њихов једини циљ сада је био склапање мира и размена заробљеника. Тада се појављује нови војсковођа - Брасида. Брасида покреће поход на Тракију и осваја Амфипољ, новоосновану атинску колонију Никијиног сина Хагнона. Многи трачански градови прелазе у Пелопонески савез. Клеон 423. п. н. е. креће Брасиди у сусрет. У бици код Амфипоља (октобар 422. п. н. е.) Спарта односи победу захваљујући бројнијој војсци. У бици су погинули и Брасида и Клеон.

## Никијин мир
Клеон и Брасида били су вође најратоборнијих партија. Након њихове смрти Никија и Плеистоанакт (спартански краљ) склапају тзв. Никијин мир. Установљено је предратно стање сем мањих измена. Теба је добила Платеју, а Атина Нисеју. Трачански чланови Атинског поморског савеза стекли су независност уз могућност да поново, по жељи, приступе савезу. Атина је члановима савеза гарантовала аутономију. Мир је склопљен на 50 година. Следеће године склопљен је и одбрамбени савез између Спарте и Атине. Никијиним миром нису били задовољни многи спартански савезници, нарочито Коринт.